# San Lorenzo in Lucina (församling)
San Lorenzo in Lucina är en församling i Roms stift.
Till församlingen San Lorenzo in Lucina hör följande kyrkobyggnader:
- San Lorenzo in Lucina
- San Girolamo dei Croati a Ripetta
- Santa Maria in Campo Marzio
- Santi Ambrogio e Carlo al Corso
- San Gregorio Nazianzeno
- San Nicola dei Prefetti
- Santa Maria del Divino Amore
- Santissima Trinità a Via Condotti